# 100%ヒッツ!スペースシャワーTVプラス
100%ヒッツ!スペースシャワーTV プラス（ひゃくパーセントヒッツ!スペースシャワーティーヴィプラス、100% HITS! SPACE SHOWER TV Plus）は、かつて株式会社スペースシャワーネットワークが運営していた音楽専門チャンネル。

## 概要
スカパー!プレミアムサービスや、ひかりTV、一部のケーブルテレビなどで視聴できる。2011年4月1日0時、「ミュージックビデオ専門/VMC」からチャンネル名を変更した。
VJ番組が多いスペースシャワーTVとは異なり、一部時間帯で「ロンドン・ライブ」（VMC時代の2010年7月放送開始）などのライブ映像が流れる他はミュージックビデオ中心の編成である。
2012年4月1日からは、スカパー!e2（現：スカパー!）でも放送を開始し、16:9のフルサイズ放送（標準画質）を行っている（衛星基幹放送事業者は日本テレビ系列のCS日本）。
2025年6月30日をもって閉局した。スカパー!（東経110度CS放送）Ch.CS321については翌7月1日よりチャンネル名称を「ミュージック・ジャパンTV」に変更した。

## 沿革
- 1998年7月 - ニューズ・コーポレーション傘下のニューズ・ブロードキャスティング・ジャパン（NBJ、現：FOXインターナショナル・チャンネルズ → FOXネットワークス・グループ）、スカイパーフェクTV!（現：スカパー!プレミアムサービス（標準画質）。Ch.732）にて「Channel [V]」（香港・STARが運営する音楽専門チャンネル）放送開始。Ch.350でもスカイエンターテイメント（現在のジェイ・スポーツ（J SPORTS））により1997年7月 - 2000年3月の間放送されていた。
- 2002年
  - 1月 - スペースシャワーネットワーク、NBJよりChannel [V]事業を承継[2]。
  - 4月 - 「スペースシャワーVideo Music Ch.」（VMC）開局（「Channel [V]」からチャンネル名変更）。
- 2004年8月 - 「Video Music Ch.」にチャンネル名変更。
- 2005年12月 - 「ミュージックビデオ専門/VMC」にチャンネル名変更。
- 2009年10月 - スカパー!HD（現：スカパー!プレミアムサービス）、ひかりTVにてハイビジョン放送（チャンネル名は「ミュージックビデオ専門/VMC HD」）開始。
- 2011年
  - 4月 - チャンネル名を「100%ヒッツ!スペースシャワーTV プラス」に変更[3]。
  - 11月 - CS日本と東経110度CS放送向け番組供給基本合意書を締結[4]。
- 2012年4月1日 - 1:00よりスカパー!e2（現：スカパー!）で当チャンネルを放送開始（前日までは「Music Japan TV → ミュージック・ジャパンTV」を放送）。また、同日より、16:9の画角情報を付加し、フルサイズのSD放送を開始した。
- 2016年12月1日 - スカパー!プレミアムサービスの衛星一般放送事業者がスカパー・ブロードキャスティングからスカパー・エンターテイメントに変更。
- 2025年6月30日 - 放送終了[5]。また、スカパー!（東経110度CS放送）Ch.CS321については翌7月1日よりチャンネル名称を「ミュージック・ジャパンTV」に変更した[6]。

## チャンネル構成
- 前身の「Channel [V]」は、洋楽100%の比率で放送（過去は、アジア向けのプログラムだったが、「スタープラス／アジアTV」移行し放送していた）。
- VMCスタート後は、洋楽邦楽共に50%での比率に変更（月で1洋楽特集を組むことが多いため、若干洋楽の割合が多かった）。
- 開局から2006年4月上旬までは、リクエストを基本に、ジャンル別、ランキング、最新ミュージックビデオをONAIRしていた。
- 2006年4月中旬から、リクエストでのON AIRから、新着ミュージックビデオからのVMCの選曲での放送を基本とした放送となったため、リクエスト編成が1時間のみとなった。
- 2007年9月より編成を大幅変更し、リクエスト枠、アーティスト特集枠の増設、VMCの選曲枠の改変の伴う、洋楽・邦楽ごとの編成、2000年代のミュージックビデオ編成、アイドル枠、アジア・韓国枠が新たに加わった。
- 2011年4月よりチャンネル名が「スペースシャワーTV プラス」に変更され、スカパー!HD/SDでの契約ではスペースシャワーTVとのセット販売を開始（セット契約で、1050円）した。ミュージックビデオやライブ映像を基本放送することに関しては従来通りだが、編成が新旧のヒット曲が基本となり、VMCに比べて邦楽の割合が高くなったため、洋楽に関しては従来より番組数が減少している。
- 2020年4月より編成を大幅変更し、アイドル枠、アニソン枠が廃止され、ヒッツナウ!の放送枠も大幅に削減された。

## ロゴマーク
VMC時代は黄緑色の球体（円）でVとMをシンボルしたマークで、現在はスペースシャワーTV本体と区別するために本体の青色に対して赤色の同じSマークの右上に「+（プラス）」が入ったものを使用している。

## オリジナル番組

### 放送中の番組
- コリアンヒッツ
- ヒッツナウ!
- 歌えるヒッツナウ!
- 大人のベストヒッツ 80's-90's  JPN
- M COUNTDOWN

### 放送されていた番組
- 東京女子流 5・20日比谷野外音楽堂 密着スペシャル（2012年6月8日） - 同年8月24日にはDX editionが放送された。
- 祝!名古屋メジャーデビュー 私たち"チームしゃちほこ"です!（2012年11月11日）
- 茅原実里ライブスペシャル -MINORI CHIHARA BIRTHDAY LIVE 2012-（2012年11月11日）
- SHOW CHAMPION - 現在は衛星劇場で放送[7]。
- MUSiC×iD Plus+[注 1]（2013年6月14日 - 2014年9月12日）
- NMB48密着ドキュメンタリー -てっぺんへの道- （2013年6月22日 - 2014年2月16日）[8][9]
- NMB48山本彩のM-姉 〜ミュージックお姉さん〜 （2013年11月30日 - 2015年）
- たこやきレインボー スペシャル（2015年5月12日）
- アイドリング!!! スペシャル（2015年9月7日）
- あたし、本と旅する（2015年12月1日 - 2016年2月）[10]
- 乃木坂46 星野みなみ密着スペシャル 〜本と少女〜（2015年12月19日）[11]
- ニンジャスレイヤー（2016年4月8日 - ）
- つりビットとこうかん日記（2016年10月7日 - 2017年3月24日）
- アイドルヒッツ
- アニソンヒッツ
- スペプラ手越〜Music Connect〜 Season 1（2021年7月 - 2022年9月）※Season 2よりスペースシャワーTVに放送チャンネルを移行

### VMCで放送されていた番組
- SELECTA - 毎週様々なアーティストが選曲した曲を放送するもの。
- ヒッツアゲイン邦楽・洋楽 - 数年前にヒットした曲を放送するもの。
- CLASSIC ZONE（POPS・INTERNATIONAL・R&B） - かつてのヒット曲を放送するもの。
- ARTISTJP/INT'L - 洋楽・邦楽で毎週1組のアーティストのPVを放送するもの。30分と60分に分かれている。
- 洋楽・邦楽リクエスト - 視聴者から送られたリクエスト曲のPVを放送するもの。
- The masters Collection - 毎週1組の邦楽アーティストのPVを取り上げるというもの。
- VMC SPECIAL - 毎週2組の洋楽・邦楽のアーティストを取り上げるというもの。また、テーマの時もある。なお、放送時間はまちまちである。

## パワーセレクト番組
- ヘビロテ! - 注目のアーティストのPVを1日複数回放送。アーティストのキャリアは問わない。なお、同じアーティストが何回か特集されることもある[12]。
- イチオシ! - 注目のアーティストの数曲を1日複数回放送。特集番組も組まれる場合がある。スペースシャワーTVの「V.I.P.」と比べアーティストの幅が広い[13]。